# Temperaturorgel
Eine Temperaturorgel ist eine Vorrichtung, die zur Feststellung der bevorzugten Umgebungstemperatur von Tieren dient.
Üblicherweise ist die Temperaturorgel als langgestreckter Behälter konstruiert, dessen Boden durch entsprechende Beheizung/Kühlung ein Temperaturgefälle von einem zum anderen Ende besitzt (manche Varianten sind ringförmig). Anhand des Bereiches, in dem sich eingesetzte Tiere bevorzugt aufhalten, kann deren Vorzugstemperatur (auch als thermisches Präferendum oder Temperatur-Präferendum bezeichnet) ermittelt werden. Bei entsprechender Versuchsdauer ist der Präferenzbereich nicht nur daran erkennbar, wo sich der Hauptanteil der Tiere befindet, sondern auch, wo sie sich fortpflanzen bzw. größer werden.
Mithilfe dieser Temperaturorgel kann man den Toleranzbereich, also den Bereich, in dem das Tier lebensfähig ist, ablesen, und ggf. Minimum, Pessimum und Optimum feststellen und graphisch darstellen.
Ein durch eine Temperaturorgel erzeugter Temperaturgradient lässt sich auch zur Ermittlung der optimalen Temperatur für Keimung und Wachstum von Pflanzen verwenden.

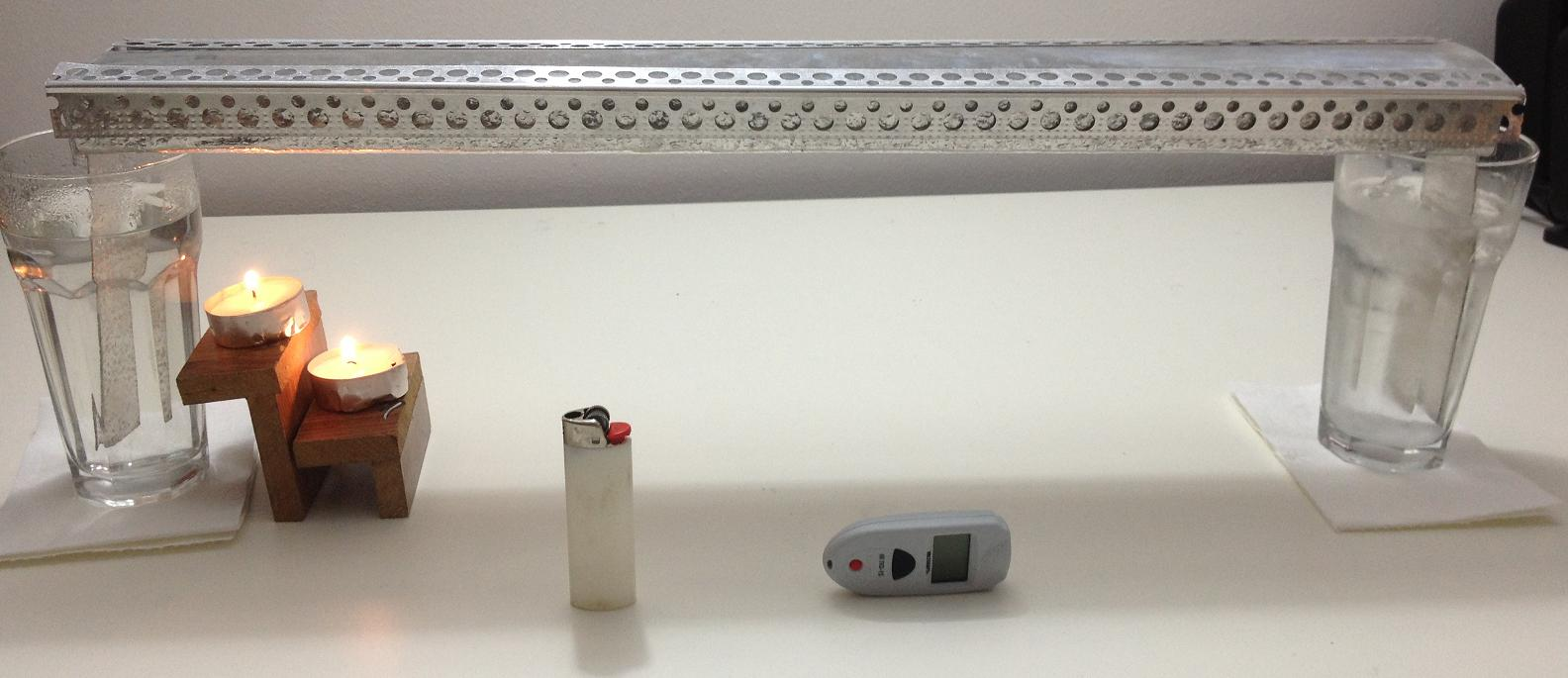
Temperaturorgel eines Schülerversuchs
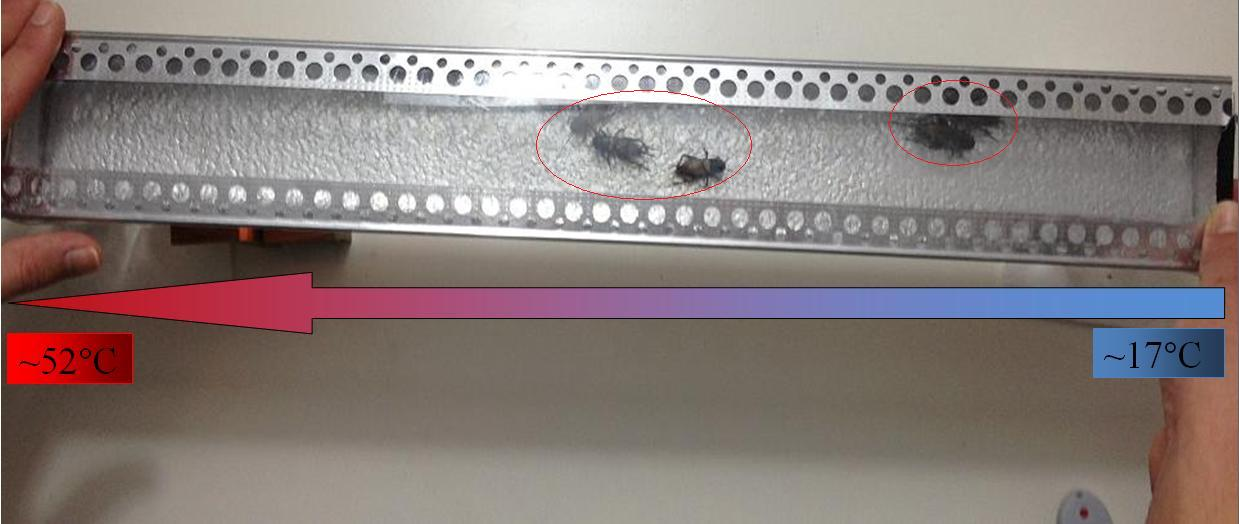
Auswertung eines Grillenexperiments mithilfe der Temperaturorgel